# Sam Weisman
Sam Weisman (Binghamton, Nueva York; 1947) es un director de cine estadounidense. Ha dirigido las películas D2: The Mighty Ducks, Bye Bye Love, George of the Jungle, The Out-of-Towners, ¿Qué más puede pasar? y Dickie Roberts: Ex niño prodigio.
Su hermano es el productor David Weisman y está casado con la actriz Constance McCashin, con quien tiene dos hijos.

## Filmografía
- 1994: D2: The Mighty Ducks
- 1995: Bye Bye Love
- 1997: George of the Jungle
- 1999: The Out-of-Towners
- 2001: ¿Qué más puede pasar?
- 2003: Dickie Roberts: Former Child Star